# Wianamatta Group

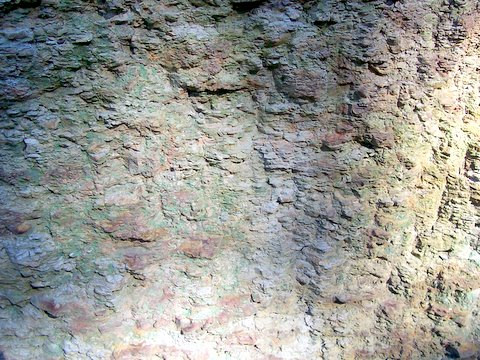
Verwitterter Ashfield-Schiefer der Wianamatta Group am Pacific Highway bei Chatswood, Australien

Die Wianamatta Group (englisch: Wianamatta Shale oder Wianamatta Group) ist die jüngste geologische Formation im Sydneybecken in New South Wales, Australien. In dieser Formation entstanden in der Trias Bändertone und Tonsteine, die einige wenige Sandsteineinlagerungen aufweisen.
Die Wianamatta Group zeigt folgende stratigrafische Abfolge: Bringelly Shale (Bringelly-Schiefer), Minchinbury Sandstone (Minchinbury-Sandstein) und Ashfield Shale (Ashfield-Schiefer).
Die Wianamatta Group überlagert die Abfolge des Hawkesbury Sandstone (Hawkesbury-Sandstein).

## Geologie
Die Wianamatta Group ist das jüngste geologische Schichtglied des Sydneybeckens und liegt deshalb als oberstes Schichtglied an höchster Stelle. Sie wurde in Zusammenhang mit einem großen Flussdelta abgelagert, das sich im Laufe der Zeit von Westen nach Osten verlagerte. Dies ist an der Abfolge der Schichtglieder erkennbar, die den Übergang von Meeresablagerungen vor dem Delta zu an Land entstandenen Ablagerungen deutlich zeigen: Der Ashfield Shale wurde aus tonigen Meeresablagerungen gebildet. Der darauffolgende Minchinbury Sandstone entstand aus strandnahen Nehrungs-Inseln. Der Bringelly Shale wurde in einer sumpfigen Ebene aus Schwemmland auf dem Delta abgelagert, durch die Flüsse mäanderten und an unterschiedlichen, jeweils eng begrenzten Stellen Sand ablagerten, der sich später zu Sandstein verfestigte.

## Verwitterung
Die heutige Verwitterung des an der Oberfläche vorkommenden Tonsteins erzeugt reichlich Ton, der zur Bildung von Tonböden mit geringer Wasserdurchlässigkeit führt, wie sie zum Beispiel auf der Cumberland Plain verbreitet vorkommen. Hier sind Podsol-Böden weit verbreitet, die bei Zufuhr von Wasser aufquellen und bei Austrocknung schrumpfen.
Über den Tonlagen der Wianamatta Group können sich wasserführende Schichten bilden. Tiefliegende und große Tonvorkommen dieser Formation sind in der Lage, Grundwasser zu sammeln; wenn sie an oder nahe der Oberfläche liegen, kann sich jedoch bei Verdunstung des Wassers versalzenes Trockenland bilden. Die Qualität des Grundwassers über den Tonlagen kann gut sein, so dass trinkbares Wasser vorkommt, oder es kann stark versalzen und damit ungenießbar sein. Die tiefer liegenden Grundwasservorkommen in den Gesteinen der Wianamatta Group sind generell weniger salzhaltig als die oberflächennahen Vorkommen.